# 維尼耶冰川
71°55′S 8°0′E / 71.917°S 8.000°E
維尼耶冰川（英語：Vinje Glacier）是南極洲的冰川，位於毛德皇后地的阿斯特里德公主海岸，全長37公里，流經菲爾希納山脈和芬里斯謝夫滕山之間，挪威製圖師根據測量和空中照片繪入地圖，以氣象學家命名。